# Véronique cymbalaire
Veronica cymbalaria
Espèce
La Véronique cymbalaire (Veronica cymbalaria) est une espèce de plantes de la famille des Plantaginacées.